# SP u hokeju na ledu Divizije III
SP u hokeju na ledu Divizije III je godišnje natjecanje u športu hokeju na ledu kojeg organizira Međunarodna federacija u hokeju na ledu. Najniži su natjecateljski razred svjetskog hokeja.

## Natjecateljski sustav
Dvije izabrane vrste koje završe na posljednjem mjestu u svojim skupinama u Diviziji II ispadaju u Diviziju III u kojoj se natječu iduće godine. 

Dvije najbolje plasirane u Diviziji III se plasiraju u Diviziju II u kojoj se natječu iduće godine.
Igra se po turnirskom jednokružnom liga-sustavu; igra se samo jedan turnir kod jedne zemlje sudionice ove Divizije. Taj turnir ujedno predstavlja svjetsko prvenstvo za tu godinu.

## Povijest
Divizija III je formirana od najslabije plasiranih momčadi bivše "D"-skupine svjetskog hokeja.

### Momčadi sudionice
Momčadi u Diviziji III 2007. Natjecanje se održava u Dundalku u Irskoj, od 15. do 22 .travnja.
| Momčad | u Diviziji III od |
| ------ | ----------------- |
|        | 2004.             |
|        | 2004.             |
|        | 2005.             |
|        | 2007.             |
|        | 2007.             |
|        | 2007.             |

| Godina | Napredovali dalje       |
| ------ | ----------------------- |
| 2001.  | nije bilo natjecanja    |
| 2002.  | Sj. Koreja, Meksiko     |
| 2003.  | Novi Zeland, Luksemburg |
| 2004.  | Island, Turska          |
| 2005.  | Meksiko, JAR            |
| 2006.  | Island, Turska          |
| 2007.  | Novi Zeland, Irska      |

### Prvaci "D"-skupine 1987. – 2000.
Prvaci "D"-skupine svjetskog hokeja (eng. Pool D). Nakon 2000. natjecateljski sustav je preustrojen (vidi gornji tekst).
| Godina        | Izabrana vrsta  |
| ------------- | --------------- |
| 1987.         | Australija      |
| 1989.         | Belgija         |
| 1990.         | Uj. Kraljevstvo |
| 1990. - 1996. | nisu održavana  |
| 1996.         | Litva           |
| 1997.         | Hrvatska        |
| 1998.         | Bugarska        |
| 1999.         | Španjolska      |
| 2000.         | Izrael          |